# Valle de la Vizcaya
El valle de la Vizcaya, comúnmente conocido como La Vizcaya o La Vizcaya de Navarra (en euskera: Bizkaia ibarra) es un valle o comarca histórica situada en Navarra, España. El espacio natural está ubicado dentro del valle de Aibar y próximo a la Valdorba, y cuenta con la peculiaridad de ser un territorio despoblado desde la década de los años 60 del siglo XX. Es parte del término municipal de Ezprogui, pero este valle ha sido habitado por los pueblos de Irangote, Arteta, Gardaláin, Guetadar, Julio, Loya, Sabaiza y Usumbelz.

## Geografía

Mapa de las merindades de Navarra

El valle de la Vizcaya de Navarra, también conocido como la Vizcaya de Navarra, se encuentra en el Val de Aibar, al suroeste de la Merindad de Sangüesa, y próximo a la Valdorba. Más concretamente, es el tramo superior de los barrancos de Gardaláin y Vizcaya y termina en las cercanías de su confluencia junto a Moriones, al sur. La disposición geográfica cuenta con que el límite septentrional es Sabaiza, el meridional Loya, al este se encuentra Gardaláin y al oeste Julio.
En cuanto a la hidrografía, cuenta con varios arroyos como el Vizcaya o regachos como los de Gardaláin y Arteta para después unirse al Moriones, más adelante al río Armillos y terminar desembocando en el río Aragón a su paso por Cáseda.
Su propia situación geográfica, ubicada entre dos barrancos, hace de este lugar una zona aislada. La tierra era escasa, tanto en términos de cantidad como de calidad, y nunca llegó la electricidad ni el agua corriente. Todo ello propició la despoblación de este valle histórico, el cual ocupaba un área de alrededor de 3.500 hectáreas.

## Demografía
Ciertas investigaciones apuntan a la posibilidad de la existencia de dos pueblos más, Eyzko y Usaregui, que se unen a la siguiente lista: Sabaiza (9 casas), Guetadar (7 casas), Gardaláin (7 casas), Arteta (3 casas), Usumbelz (2 casas), Loya (2 casas), Julio (2 casas) e Irangote, donde solo vivía el ermitaño.
Todo ello se ha despoblado, y es que en el año 1965 el último vecino de este valle, en concreto de Sabaiza, se trasladó a vivir a Pamplona.

## Historia

##### Toponimia
Según Juan Jesús Recalde, la palabra Vizcaya proviene del euskera bizkar, que significa la columna vertebral, espalda o lugar más prominente. En este caso se podría referir a una loma, y la idiosincrasia de este valle, el cual está rodeado de varias lomas, dota de lógica a la teoría. Además, uno de los arroyos que surcan el valle tiene el mismo nombre.

##### Origen del valle
El Diccionario de la Real Academia de la Historia, en el año 1802, hablaba de que todos los pueblos que se encontraban en esta zona pertenecían a la Vizcaya, pero le otorgaba el nombre La Vizcaya del Valle de Aibar en su diccionario geográfico-histórico. Por tanto, no le daba una categoría separada del valle de Aibar. Sin embargo, Juan J. Recalde recoge en su obra que el 23 de abril de 1842 aparece como organización administrativa independiente, ya que 'las Vizcayas' contribuyen al reino con doce libras en la recaudación de las alcabalas. Lo que parece claro es la existencia de una estrecha relación con el val de Aibar, del que en muchas ocasiones ha formado parte.
En cuanto a la aparición del término por primera vez, se habla de la crónica de Ibn-Idhari del año 924 en la obra Estudio de Historia de Navarra de José María Lacarra. En ella se recoge lo siguiente: "Al-Nasir llevando sus tropas por lugares donde jamás habían penetrado, incendió los castillos, arruinó las viviendas, hasta que llegó a la aldea de Vizcaya (la nombra Bachkunsa), de donde era originario el cristiano, y fueron destruidas todas las casas y todo lo que se encontró fue incendiado" . Al referirse al cristiano hace referencia a Sancho Garcés I, quien parece que era originario del valle. Más adelante, y como se recoge en la obra de Juan J. Recalde, el nombre aparece en varios fragmentos, como en "vecinos foranos del lugar desolado de Gardelayn que es en la Vizcaya de la valle de Aybar", del año 1571, o  "en el lugar desolado de Yrangot que es en la Vizcaya de la val de Aybar", de 1589. En ellos aparece la palabra desolado, dando indicios de su aislamiento y su precaria situación. De hecho, en el estudio realizado por Florencio Idoate se da un listado de poblados y despoblados en Navarra entre los años 1534 y 1800, y los pueblos de la Vizcaya entran en el grupo de los desolados.

##### Rasgos generales

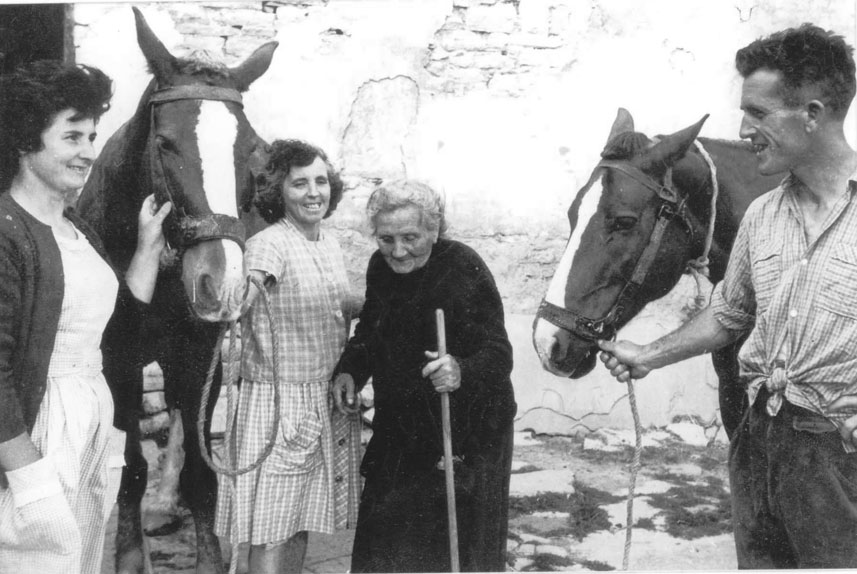
Vecinos de Gardaláin

Una de las peculiaridades de este valle es que sus habitantes eran caseros y renteros, ya que no había nadie que fuera propietario de sus tierras y casas. Estos pueblos, por tanto, eran de nobles que no vivían en el lugar, y la tierra era trabajada de forma duradera, puesto que eran arrendatarios y era habitual que los habitantes se desplazasen de un pueblo a otro cuando el contrato finalizaba. Juan J. Recalde apunta que eran pobres y marginales, y su actividad económica principal era la ganadería y agricultura. Sin embargo, se ha investigado acerca de la posible existencia de cinco palacios con privilegios de hidalguía, y es que parece que su historia está llena de conflictos y pleitos desde el siglo XV hasta el XX. Además, su aislamiento y la pobreza existente no fue un impedimento para desarrollar un carácter alegre, hasta el punto de que se comunicaban cantando coplas guitarra en mano y tenían un gran sentido artístico vislumbrado en mucha poesía, según Recalde. El aislamiento ha producido que el lenguaje utilizado por los habitantes tenga un carácter especial, usándose términos como achún (ortiga) o cimitorio (cementerio).

##### Despoblamiento

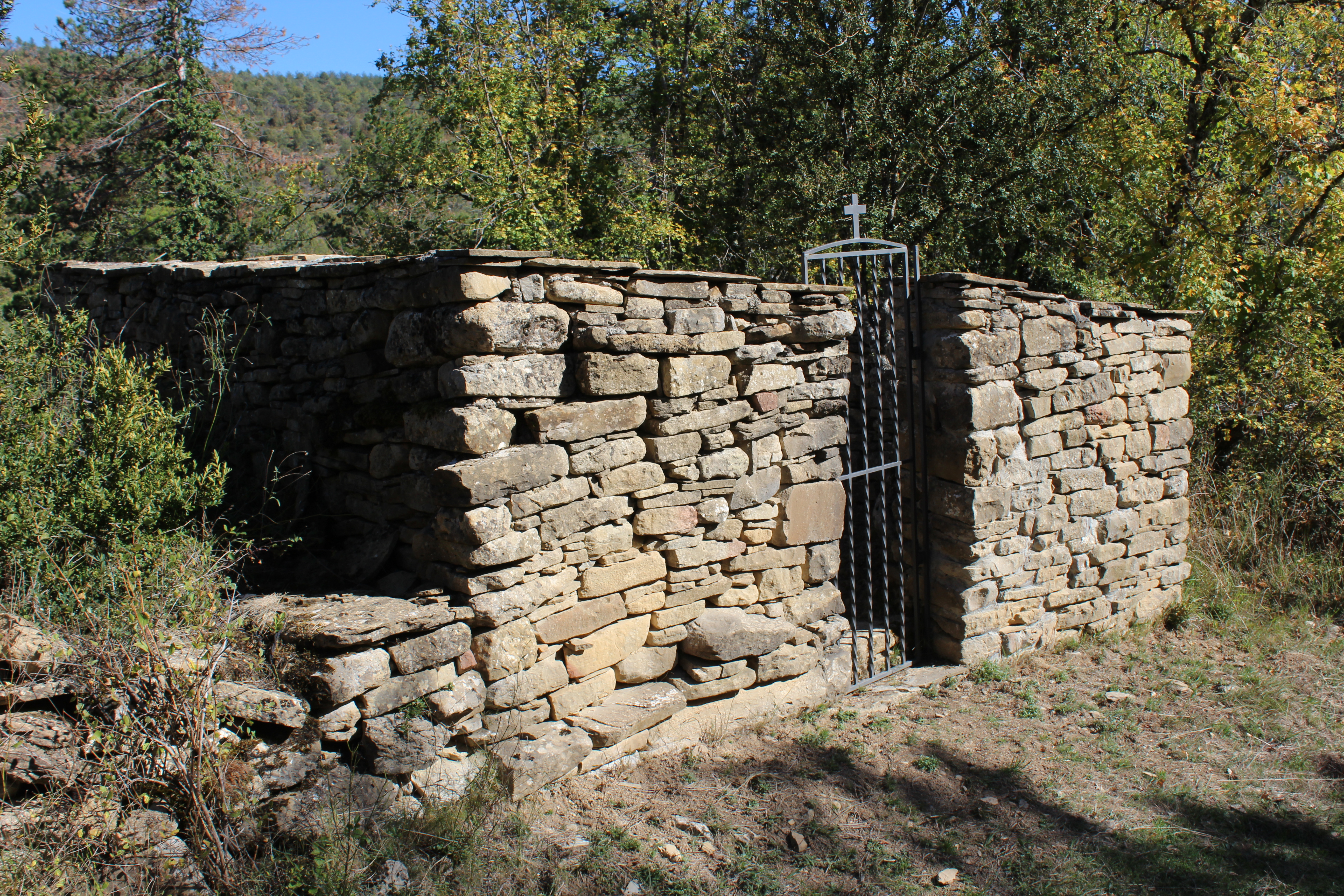
Cementerio de Arteta

Los propios rasgos de la Vizcaya de Navarra, véase su aislamiento, la pobreza o la nula propiedad respecto a las tierras y casas, ha hecho que el despoblamiento de este valle haya sido un hecho. La electricidad y el agua corriente no pudieron llegar a una zona en la que los pueblos no superaban las 8 o 9 casas, por lo que poco a poco se fue despoblando. Juan J. Recalde afirma que uno de los hechos que propiciaron en cierta forma el despoblamiento fue cuando la Diputación Foral de Navarra compró en 1944 los pueblos de Arteta, Julio, Guetadar y Usumbelz. Esto empujó a que los demás fueran despoblándose, hasta que todos fueron vendidos entre los años 1960 y 1969. En el año 1965 el último vecino de Sabaiza tomó la decisión de trasladarse a la capital, dejando el valle completamente despoblado.
| Entidad de Población | Situación actual           |
| -------------------- | -------------------------- |
| Arteta               | ermita/despoblado          |
| Ayesa                | habitado                   |
| Ezprogui             | habitado                   |
| Gardaláin            | rehabitado                 |
| Guetadar             | reformado como refugio     |
| Irangote             | despoblado                 |
| Julio                | despoblado                 |
| Loya                 | despoblado                 |
| Moriones             | habitado                   |
| Sabaiza              | casa forestal              |
| Usumbelz             | despoblado                 |
| Eyzko                | despoblado y no localizado |
| Usaregi              | despoblado y no localizado |

## Memoria
La figura de este valle ha suscitado el interés de muchos de los descendientes de sus habitantes, y es por ello que se han recogido varias iniciativas para promulgar la memoria de dicho lugar.

##### Canción
Hay varias canciones y coplas dedicadas al valle, entre las que destaca la compuesta por Jesus Aiesa, Bizkaia.

##### Museo
En la localidad de Ayesa se ha construido, con la ayuda de vecinos y el respaldo del concejo y del ayuntamiento de Ezprogui, el Museo de evocación de la Vizcaya. Su inauguración está prevista para la primavera de 2021, y se encontrará en el antiguo almacén de piedra de Ayesa. Además, el trabajo de creación ha sido llevado a cabo por Manu Navallas Juan, natural de Sangüesa.

##### Asociación vecinal
El respaldo del museo ha venido de la configuración de la Asociación de Amigos de la Bizkaia, presidida por Eugenio Lecumberri Seviné, con raíces en el pueblo de Gardaláin.

## Nota
1. ↑  En el artículo sobre Vizcaya de la Gran Enciclopedia de Navarra, no se incluye entre sus núcleos urbanos a Ibargoiti. Por otra parte, Madoz'"`UNIQ--ref-00000004-QINU`"' se refiere a él como un lugar deshabitado en Ezprogui, y Altadill,'"`UNIQ--ref-00000005-QINU`"' también como deshabitado en el término de Leache.
2. ↑  Ciertas investigaciones apuntan a la posibilidad de su existencia
3. ↑  Ciertas investigaciones apuntan a la posibilidad de su existencia